# Martin Paasoja
Martin Paasoja (Kärdla, Estonia, 4 de enero de 1993) es un jugador de baloncesto estonio. Juega de escolta, es internacional con la Selección de baloncesto de Estonia y su actual equipo es el Rapla KK de la Latvian-Estonian Basketball League.

## Carrera deportiva
Es un escolta formado en el Pärnu en el que desarrolló sus primeros años de carrera en su país, compitiendo tanto en las ligas nacionales como en la VTB United League, en la cual también estarían encuadrados varios equipos rusos de la élite europea, promediando 8.7 puntos, 5.3 rebotes y una asistencia en la temporada 2011-12. Más tarde, jugaría en las filas del Rapla KK, donde militó un total de cinco temporadas y dio un paso adelante en sus números (11.3 tantos, 3.8 rebotes y 2.9 asistencias por partido).
En la temporada 2017-18 firma por el SCM CSU Craiova rumano y la temporada siguiente, la jugaría en Grecia en las filas del Psychikou de la A2 Ethniki, realizando unos promedios de 15.5 puntos, 4.8 rebotes, 2.1 asistencias y 13.8 de valoración.
Disputa la temporada 2019-20 en las filas del BC Kalev de la Alexela Korvpalli Meistriliiga de Estonia.
El 17 de agosto de 2020, firma por el CB Ciudad de Valladolid de la Liga LEB Oro. El 5 de diciembre de 2020 en el encuentro disputado frente al Oviedo Club Baloncesto sufrió la rotura en el tendón rotuliano de la rodilla derecha perdiéndose lo que queda de temporada.

## Selección nacional
Durante los años 2012 y 2013 formaría parte de la selección estonia de baloncesto sub-20. Entre los resultados obtenidos destaca un 15º puesto en el Campeonato FIBA Sub-20 del año 2012 (11,7 puntos, 6,2 rebotes y 1,2 asistencias de media) y el 19º puesto en el torneo de 2013 y ya en el grupo Sub-20 (11,3 tantos, 5,3 rebotes, 1,2 asistencias y 2,2 robos).
Desde 2016, es un jugador habitual en las convocatorias de la Selección de baloncesto de Estonia, con la que participaría en el Clasificatorio para el Eurobasket 2017 y en las rondas previas para el Mundial de 2019, cuando disputó un total de 11 partidos y promedió 15 minutos de juego en los que firmó 5,5 puntos, 1,5 rebotes, una asistencia y 0.9 robos de balón por encuentro.